# نبرد استمفورد بریج
نبرد استمفورد بریج (به انگلیسی: Battle of Stamford Bridge) نبردی است که در منطقهٔ روستایی استمفورد بریج، ایست رادینگ آو یورک‌شر در انگلستان و در تاریخ ۲۵ سپتامبر ۱۰۶۶ بین ارتش انگلستان تحت فرماندهی پادشاه هارولد گادوینسن و نیروهای مهاجم نروژی به رهبری هارالد هاردرادا با همراهی برادر پادشاه به نام تاستینگ گادوینسون درگرفت،
پس از یک نبرد خونین، هر دو مهاجم، هادرادا و توستینگ به همراه بسیاری از نروژی‌ها کشته شدند، اگر چه هارولد توانست حملهٔ مهاجمان نروژی را دفع کند اما در نبرد هیستینگز توسط نورمن‌ها و کمتر از سه هفته بعد از نبرد استمفورد بریج شکست خورد، نبرد استمفورد بریج به‌طور سنتی به عنوان نماد پایان عصر وایکینگ‌ها تلقی می‌شود اگر چه پس از آن یک رشته عملیات جنگی عمده در اسکاندیناوی و بریتانیا و ایرلند در دهه‌های بعد شکل گرفت که از جملهٔ آنها می‌توان به اسوین دوم در ۷۰–۱۰۶۹ و همچنین ماگنوس بیرفوت در ۱۰۹۸ و ۱۱۰۲ اشاره داشت.

## نبرد
تاستینگ گادوینسون، برادر تبعیدی هارولد، در اوایل ۱۰۶۶ با ناوگانی که از فلاندر گرد آورده بود به جنوب شرقی انگلستان یورش آورد. چندی بعد کشتی‌هایی از اورکنی نیز به او پیوستند. توستیگ که از جانب ناوگان هارولد احساس خطر می‌کرد، به سمت شمال رفت و به آنگلیای شرقی و لینکلن‌شایر حمله کرد اما توسط دو برادر به نام‌های ادوین، ارل مرسیا، و مورکار، ارل نورتومبریا، پس رانده شد. سربازان توستیگ فرار کردند و او خود را به اسکاتلند تسلیم کرد و تابستان را در تلاش برای سربازگیری گذراند. شاه هارولد همراه با سپاه و ناوگانی عظیم تابستان را در سواحل جنوبی به انتظار ویلیام سپری کرد اما بخش عمده‌ای از سپاهیانش شبه‌نظامیانی بودند که باید محصولات زراعی‌شان را درو می‌کردند لذا هارولد در ۸ سپتامبر آنان را مرخص کرد.
شاه هارالد هاردرادا با ناوگانی متشکل از ۳۰۰ کشتی و ۱۵٫۰۰۰ سرباز در اوایل سپتامبر به انگلستان حمله کرد. توستیگ و نیروهایش به هارالد پیوستند و سپاه هارالد تقویت شد و توانستند سپاه انگلستان به رهبری ادوین و مورکار را در نبرد فولفورد در ۲۰ سپتامبر شکست دهند و شهر یورک را تصرف کنند. دو برادر ارل عجله داشتند که پیش از رسیدن هارولد، آتش جنگ با نروژیان را برافروزند. هرچند هارولد گادوینسون با الدگیت، خواهر ادوین و مورکار، ازدواج کرده بود اما هر دو برادر نسبت به او ظنین بودند و می‌ترسیدند که مبادا شاه برادرش توستیگ را به جای مورکار، ارل نورتومبریا کند. در نتیجهٔ جنگ زودهنگام سپاه دو برادر نابود شد و آنان از شرکت در نبردهای بعدی عاجز ماندند ولی از معرکه جان سالم به در بردند.
هاردرادا به سمت یورک پیشروی کرد و شهر تسلیم شد. نروژیان از خانواده‌های مهم شهر چند گروگان گرفتند و در ۲۴ سپتامبر شهر را ترک و به روستای کوچک استمفورد بریج در شرق یورک رفتند. شاه هارولد احتمالاً در اواسط سپتامبر از تهاجم نروژیان مطلع شده بود و به‌سرعت به جانب شمال روی آورد و در میانهٔ راه سربازگیری کرد. ۹ روز طول کشید تا سپاه سلطنتی از لندن به یورک برسد (با سرعت متوسط ۴۰ کیلومتر در روز). سپیده‌دم ۲۵ سپتامبر سپاهیان هارولد به یورک رسیدند. موقعیت اردوگاه نروژیان را جویا شدند و به آنجا رفتند و غافلگیرشان کردند و در نبرد استمفورد بریج شکستشان دادند. هارالد و توستیگ کشته شدند و تلفات نروژیان چنان سهمگین بود که برای بازگشت بازماندگان تنها به ۲۴ کشتی از مجموع ۳۰۰ کشتی اولیه نیاز بود. اما این نبرد برای سپاه هارولد نیز هزینه‌هایی در پی داشت و سپاه او را خسته و ضعیف کرد.